# Општина Гратија (Телеорман)
Гратија (рум. Gratia) општина је у Румунији у округу Телеорман.
Oпштина се налази на надморској висини од 113 m.